# We Are Era
Die we are era GmbH (bis Juni 2021 Divimove GmbH) ist ein internationales Medienunternehmen mit Sitz in Berlin. We Are Era führt mit rund 1.500 Partnern und vier Milliarden monatlichen Videoaufrufen Europas größtes Creator-Netzwerk und ist zudem in der Konzeption, Produktion und Vermarktung von Webvideos tätig. Seit Dezember 2018 ist die RTL Group alleiniger Anteilseigner des Unternehmens.
Neben dem Hauptsitz in Berlin verfügt We Are Era über Niederlassungen in Amsterdam, Köln, Mailand, Paris und Stockholm.

## Geschichte

Ehemaliges Logo von Divimove

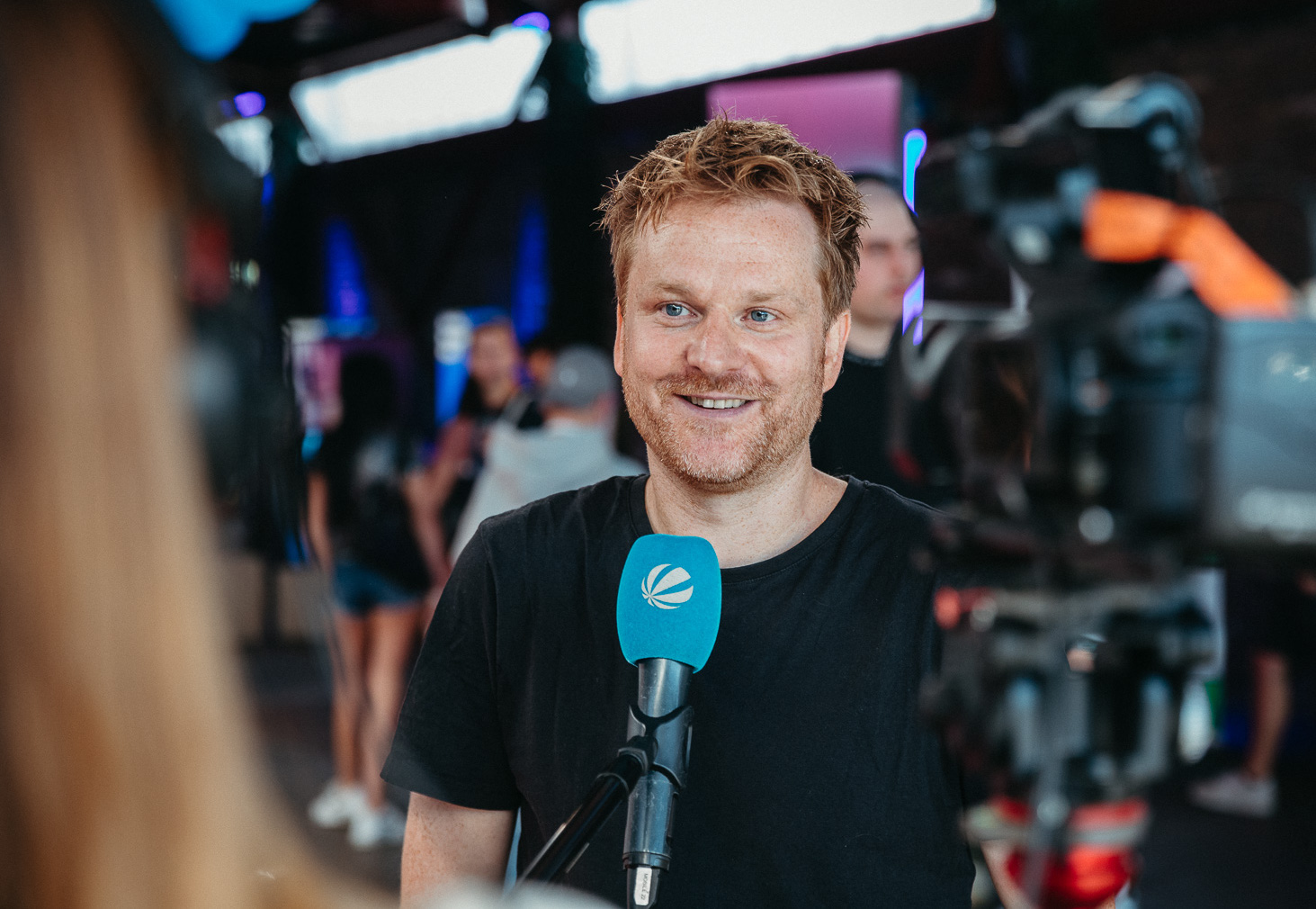
Tobias Schiwek, CEO (2022)

Gegründet wurde das Unternehmen unter dem Namen Divimove im Jahr 2012 als Multi-Channel-Network von Brian Ruhe, Sebastiaan van Dam und Philipp Bernecker. Zu Beginn der Firmenaktivität konzentrierte sich das Geschäft ausschließlich auf die Vermarktung von YouTube-Kanälen. Diese wurden in technischer und kreativer Hinsicht unterstützt.
2013 investierte FremantleMedia in Divimove und wurde 2015 Mehrheitsgesellschafter. Im selben Zeitraum eröffnete Divimove weitere Geschäftsbereiche, die unter anderem Offline-Projekte mit Social-Media-Persönlichkeiten wie Buch- und Musikveröffentlichungen sowie Live-Events umsetzten und führte Werbemöglichkeiten für Marken ein. Dazu gehören neben der klassischen Vermarktung von Produkten im Rahmen von Influencer-Videos in erster Linie sogenannte Branded Channels, YouTube-Kanäle, auf denen die Inhalte einer Marke zu sehen sind. Daneben bietet das Unternehmen Lösungen zur digitalen Rechteverwaltung an.
Anfang 2017 geriet Divimove in die Schlagzeilen, als es sich aufgrund schwulenfeindlicher Äußerungen von YouTube-Creator Mert Ekşi trennte. Ebenfalls 2017 wurden die VideoDays, seinerzeit Europas größtes YouTuber-Festival, von Gründer Christoph Krachten übernommen. Außerdem verdoppelte Divimove seine Mitarbeiterzahl von 55 Mitarbeiter auf rund 115 und eröffnete seine ersten internationalen Büros.
Im Oktober 2018 wurde bekannt, dass Tobias Schiwek zum 1. Januar 2019 die Leitung von Divimove übernehmen und damit die Gründer des Unternehmens ablösen wird. Zeitgleich erwarb die zu Bertelsmann gehörende RTL Group sämtliche Unternehmensanteile. Zuvor war Schiwek Teil der Geschäftsführung des Digitalstudios UFA X, das im Zuge des Management-Wechsels in Divimove integriert wurde.
In den Jahren 2019 und 2020 vergrößerte sich das Unternehmen abermals. Zunächst wurde United Screens, ein Online-Video-Unternehmen und Marktführer im Social Media Marketing im skandinavischen Markt, mit Niederlassungen in Schweden (Stockholm) und Dänemark (Kopenhagen), mit Divimove zusammengeführt. Darüber hinaus übernahm Divimove die zuvor zur Ströer-Gruppe gehörende Agentur TubeOne Networks. Mit dem 2021 gegründeten Social Intelligence Hub führt We Are Era Echtzeit-Analysen auf sozialen Netzwerken durch, um psycho-demografische Aspekte von Online-Communities zu identifizieren.
Seit Juni 2021 tritt das Unternehmen europaweit unter dem Namen We Are Era auf. An sechs internationalen Standorten sind rund 250 Mitarbeiter im Unternehmen beschäftigt.

## VideoDays Festival

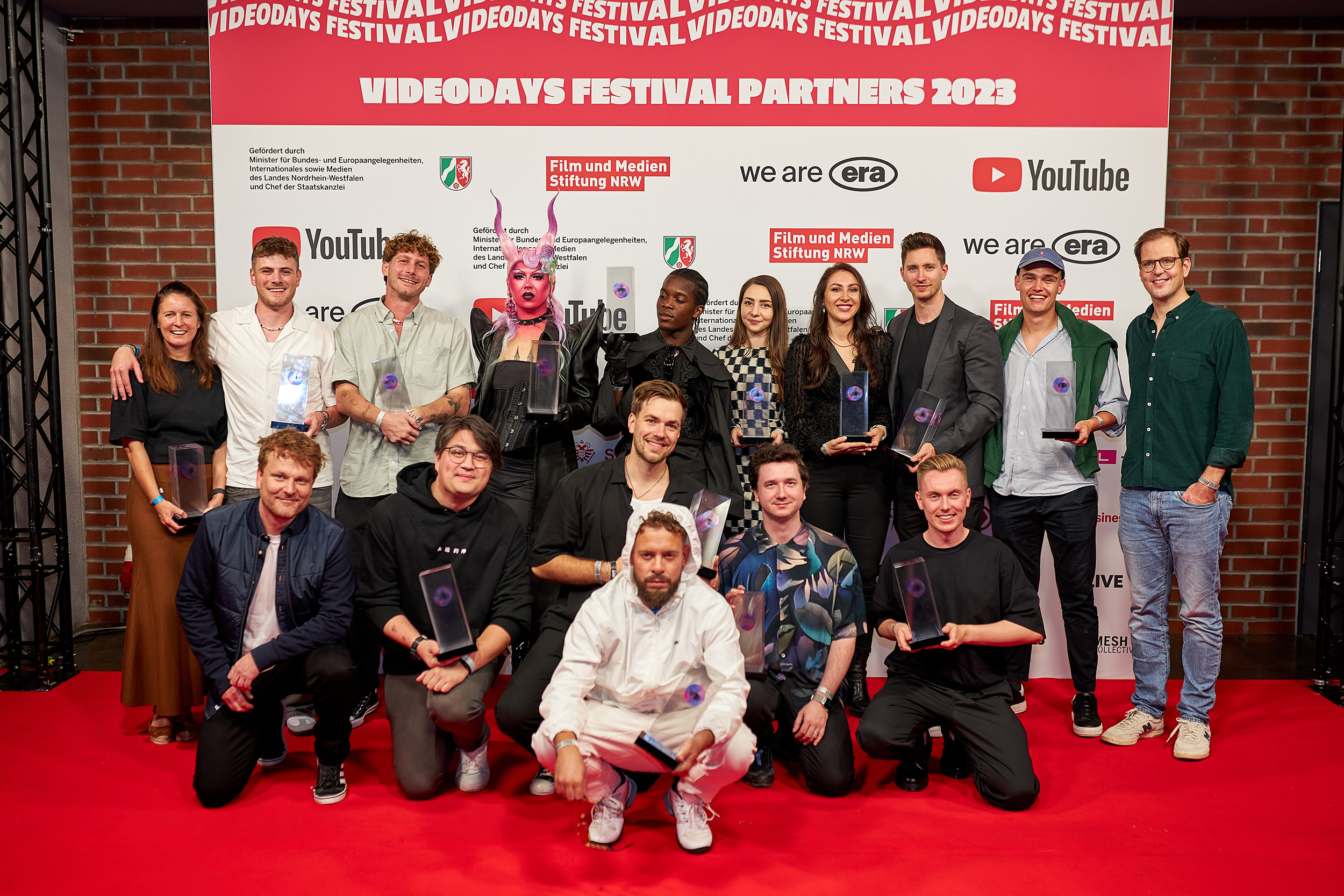
Gewinner bei der VD Award Gala des VideoDays Festivals 2023

Das VideoDays Festival ist eine regelmäßig stattfindende Veranstaltung für die deutsche Creators-Szene. Ursprünglich als VideoDay und VideoDays bekannt, war es von 2010 bis 2017 das größte YouTube-Festival Europas. Seit 2017 wird das Festival von We Are Era veranstaltet und findet seit 2022 mit neuem Konzept jährlich in Köln statt.
Die Veranstaltung fördert den Austausch zwischen Content Creators, ihren Fans und Vertretern der Werbeindustrie. Das Angebot umfasst Paneldiskussionen, Masterclasses und Networking-Sessions.
Im Rahmen einer Award-Gala werden beim VideoDays Festivals Deutschlands herausragendste Content Creators prämiert.

## Produktionen
Für Marken, Sender und Plattformen entwickelt und produziert We Are Era sowohl Influencer-Marketing-Kampagnen als auch serielle Branded-Content- und Originals-Formate. So setzt das Unternehmen beispielsweise die YouTube-Serie „IKEA Tipps & Tricks“ für IKEA Deutschland um, in der IKEA-Mitarbeiter Einrichtungstipps geben. 2023 gewann We Are Era im Rahmen eines Agenturpitches den Etat als YouTube-Leadagentur von ALDI Nord. Ziel ist der langfristige Aufbau eines zentralisierten Content Hubs auf YouTube, um Inhalte mit starkem Wiedererkennungswert zu schaffen und eine aktive Community aufzubauen. Zum Marktstart eines neuen Mobilfunktarifs der Deutschen Telekom zeichnete das Unternehmen für die Strategie-Entwicklung, Konzeption und Produktion einer Kampagne auf Twitch, TikTok und Instagram verantwortlich.
We Are Era ist federführende Content-Lead-Agentur im Rahmen der gemeinsamen Bewerbung um die Fußball-Weltmeisterschaft der Frauen 2027 des deutschen, belgischen und niederländischen Fußballverbandes. Für letztgenannten entwickelt We Are Era auch über die Bewerbung hinaus regelmäßig Social-Media-Inhalte.
Für das Nachrichtenmagazin Der Spiegel übernimmt We Are Era seit 2022 die Social-Media-Vermarktung. Die Partnerschaft umfasst auch die Rechteverwaltung sowie die optimierte Positionierung und Darstellung von Inhalten des Magazins auf unterschiedlichen Social-Media-Plattformen.
Überregionale Aufmerksamkeit erreichte eine Influencer-Kampagne des Unternehmens zur Europawahl 2019. In YouTube-Videos sowie auf ihren Social-Media-Kanälen befassten sich die Influencer AlexiBexi, Kupferfuchs und Lisa Sophie Laurent mit europäischer Frauenrechts-, Umwelt- und Netzpolitik und riefen zum Wählengehen auf.
Auf TikTok konzipierte und produzierte We Are Era die Auftritte des ZDF-Sportstudio und des kicker. Des Weiteren entwickelte das Unternehmen die Online-Serie „Flick Flack“ für ARTE. Darüber hinaus produzierte das Unternehmen mehrere Formate für funk, das Jugendangebot von ARD und ZDF, darunter das Instagram-Format OZON, welches sich mit den Themen Umweltschutz und Nachhaltigkeit befasste.
Unter dem Label MESH Collective führt We Are Era Produktionen für NGOs, Institutionen und Stiftungen mit außerschulischen Jugendbildungsauftrag zusammen. Unter anderem engagierte sich MESH Collective gemeinsam mit dem American Jewish Committee und der Stiftung „Erinnerung, Verantwortung und Zukunft“ gegen Antisemitismus. Außerdem wurde im Auftrag der Robert Bosch Stiftung und in Kooperation mit dem WWF eine neunteilige Serie zum Earth Overshoot Day produziert. Für den Berliner Senat setzte MESH Collective eine Aufklärungskampagne zum Thema Gewalt gegen Frauen um, sowie für die Bundeszentrale für politische Bildung eine Initiative zur Information rund um Kinderarmut. Darüber hinaus realisiert MESH Collective im Auftrag der Vodafone Stiftung Deutschland regelmäßig Aufklärungskampagnen, die den kritischen Umgang von Jugendlichen mit Social-Media-Inhalten fördern.

## Auszeichnungen (Auswahl)
- 2016: Grimme Online Award für „BrainFed“ (MESH Collective)
- 2017: Effie Gold Award für „Doritos Playbold“
- 2019: Pädagogischer Medienpreis für „OZON“
- 2019: CIVIS-Medienpreis für „Jäger & Sammler“
- 2019: Deutscher Wirtschaftsfilmpreis für „Earth Overshoot Day“ (MESH Collective)
- 2020: Eyes & Ears Europe Award für „#DeineWürde“ (MESH Collective)
- 2020: Deutscher Mediapreis für „It‘s a Match – Die Durex-Serie“
- 2023: Pädagogischer Medienpreis für „Klickwinkel“ (MESH Collective)
- 2024: Politikaward für „#DasIstGewalt“ (MESH Collective)

## Künstler
Das Talent-Netzwerk von We Are Era umfasst rund 1.500 Content Creators aus den Bereichen Entertainment, Comedy, Musik, Gaming, Information, Technologie sowie Beauty und Lifestyle. Zu den bekanntesten deutschen Partnern zählen unter anderem die Bestseller-Autorin Tara-Louise Wittwer, das Musik-Duo HE/RO, die Sängerin Shirin David (bis 2016), Schauspieler Brix Schaumburg, Lehrer Niko Kappe, Sportreporter und -kommentator Robby Hunke, Schauspielerin Suri Abbassi, Aktivist Fabian Grischkat, Moderatorin Annett Möller und Journalist Ron Perduss. Auf internationaler Ebene arbeitet das Unternehmen mit Social-Media-Stars wie dem bekannten holländischen Vlogger EnzoKnol, dem italienischen Duo Me contro Te und der Moderatorin NikkieTutorials zusammen.
Das Netzwerk generiert monatlich eine Reichweite von rund vier Milliarden Videoaufrufen auf Social Media.